# Малиновка (Черновицкая область)
Малино́вка (укр. Малинівка) — село в Новоселицкой городской общине Черновицкого района Черновицкой области Украины.
В селе берёт начало река Глодос, правый приток Черлены.
Население по переписи 2001 года составляло 1527 человек. Почтовый индекс — 60322. Телефонный код — 3733. Код КОАТУУ — 7323084001.

## История
В 1946 году Указом ПВС УССР село Малинешты переименовано в Малиновку.
До 2020 года входило в Новоселицкий район